# Amplificateur linéaire
Pour les articles homonymes, voir amplificateur.

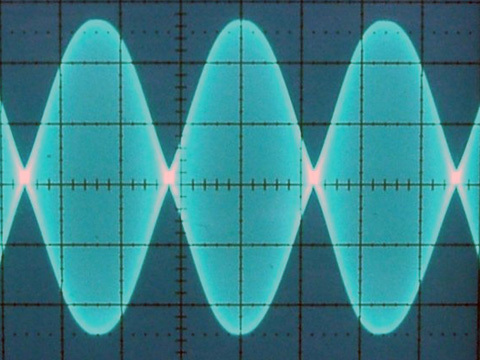
Test de linéarité d'un émetteur à bande latérale unique

Un amplificateur linéaire est un circuit électronique dont la sortie est proportionnelle à son entrée, mais capable de délivrer plus de puissance dans une charge. Le terme fait généralement référence à un type d'amplificateur de puissance de radiofréquence (RF), dont certains ont une puissance de sortie mesurée en kilowatts, et sont utilisés en radio amateur. D'autres types d'amplificateurs linéaires sont utilisés en audio et dans le matériel de laboratoire. La linéarité fait référence à la capacité de l'amplificateur à produire des signaux qui sont des copies exactes de l'entrée. Un amplificateur linéaire répond aux différentes composantes de fréquence de manière indépendante et a tendance à ne pas générer de distorsion harmonique ni de distorsion d'intermodulation. Aucun amplificateur ne peut cependant offrir une linéarité parfaite, car les dispositifs d'amplification - transistors ou tubes à vide - suivent une fonction de transfert non linéaire et reposent sur des techniques de circuit pour réduire ces effets. Il existe un certain nombre de classes d'amplificateurs offrant divers compromis entre le coût de mise en œuvre, l'efficacité et la précision du signal.

## Explication
La linéarité fait référence à la capacité de l'amplificateur à produire des signaux qui sont des copies exactes de l'entrée, généralement à des niveaux de puissance accrus. L'impédance de charge, la tension d'alimentation, le courant de base d'entrée et les capacités de sortie de puissance peuvent affecter le rendement de l'amplificateur.
Les amplificateurs de classe A peuvent être conçus pour avoir une bonne linéarité dans les topologies "single ended" et "push-pull". Les amplificateurs des classes AB1, AB2 et B ne peuvent être linéaires que lorsqu'un circuit réservoir accordé est employé, ou dans la topologie push-pull, dans laquelle deux éléments actifs (tubes, transistors) sont utilisés pour amplifier respectivement les parties positives et négatives du cycle RF. Les amplificateurs de classe C ne sont pas linéaires, quelle que soit la topologie.

## Classes d'amplificateurs
Il existe un certain nombre de classes d'amplification offrant différents compromis entre le coût de mise en œuvre, l'efficacité et la précision du signal. Leur utilisation dans les applications RF est brièvement énumérée ci-dessous :
- Les amplificateurs de classe A sont très inefficaces, ils ne peuvent jamais avoir un rendement supérieur à 50%. Le semi-conducteur ou le tube à vide est conducteur pendant tout le cycle RF. Le courant anodique moyen d'un tube à vide doit être réglé au milieu de la section linéaire de la courbe du courant anodique en fonction du potentiel de polarisation de la grille.
- Les amplificateurs de classe B peuvent avoir un rendement de 60 à 65 %. Le semi-conducteur ou le tube à vide conduit pendant la moitié du cycle mais nécessite une grande puissance d'attaque.
- La classe AB1 est celle où la grille est polarisée plus négativement que dans la classe A.
- La classe AB2 est celle où la grille est souvent plus polarisée négativement que dans la classe AB1, et où la taille du signal d'entrée est souvent plus grande. Lorsque le variateur est capable de rendre la grille positive, le courant de grille augmente.
- Les amplificateurs de classe C peuvent avoir un rendement d'environ 75% avec une plage de conduction d'environ 120°, mais ils sont très non linéaires. Ils ne peuvent être utilisés que pour les modes non-AM, comme la FM, la CW ou le RTTY. Le semi-conducteur ou le tube à vide conduit pendant moins de la moitié du cycle RF. L'augmentation de l'efficacité peut permettre à un tube à vide donné de délivrer plus de puissance RF qu'il ne pourrait le faire en classe A ou AB. Par exemple, deux tétrodes 4CX250B fonctionnant à 144 MHz peuvent fournir 400 watts en classe A, mais lorsqu'ils sont polarisés en classe C, ils peuvent fournir 1 000 watts sans crainte de surchauffe. Un courant de réseau encore plus important sera nécessaire.
- Les amplificateurs de classe D utilisent la technologie de commutation pour atteindre un rendement élevé, souvent supérieur à 90 %, et nécessitent donc moins d'énergie pour fonctionner, comparé à celui des autres types d'amplificateurs. En raison du train numérique utilisé pour piloter l'amplificateur, beaucoup ne considèrent pas l'amplificateur de classe D comme un amplificateur linéaire, pourtant de nombreux fabricants de matériel audio et radio ont intégré sa conception dans des applications linéaires.

Bien que les amplificateurs de puissance (PA) de classe A soient les meilleurs en termes de linéarité, leur rendement est plutôt faible par rapport à d'autres classes d'amplification telles que les "AB", les "C" et les amplificateurs Doherty. Cependant, un rendement plus élevé entraîne une non-linéarité plus importante et la sortie de l'amplificateur de puissance sera déformée, souvent dans une mesure qui ne répond pas aux exigences de performance du système. Par conséquent, les amplificateurs de puissance de classe AB ou d'autres variantes sont utilisés avec une forme appropriée de schémas de linéarisation tels que la contre-réaction, la commande ou la prédistorsion (en) (DPD) analogique ou numérique. Dans les systèmes d'amplificateurs de puissance DPD, les caractéristiques de transfert de l'amplificateur sont modélisées en échantillonnant la sortie du PA et les caractéristiques inverses sont calculées dans un processeur DSP. Le signal numérique en bande de base est multiplié par l'inverse des caractéristiques de transfert non linéaires du PA, converti en fréquences RF et appliqué à l'entrée du PA. En concevant soigneusement la réponse du PA, les moteurs DPD peuvent corriger la distorsion de sortie du PA et obtenir des rendements plus élevés.
Grâce aux progrès des techniques de traitement numérique du signal, la prédistorsion numérique (DPD) est désormais largement utilisée pour les sous-systèmes des amplificateurs de puissance RF. Pour qu'un DPD fonctionne correctement, les caractéristiques de l'amplificateur de puissance doivent être optimales et des techniques de circuit sont disponibles pour optimiser les performances de l'amplificateur de puissance.

## Radio amateur

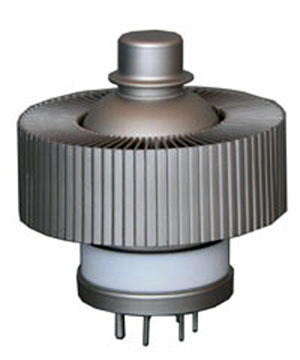
Triode de puissance Eimac 3CX1500A7.

Certains amplificateurs linéaires de un à deux kilowatts fabriqués commercialement et utilisés en radio amateur utilisent encore des tubes à vide (valves) et peuvent fournir un gain d'amplification de la puissance RF de 10 à 20 fois (10 à 13 dB). Par exemple, un émetteur alimentant l'entrée avec 100 watts sera amplifié à 2 000 watts (2 kW) en sortie vers l'antenne. Les amplificateurs linéaires à semi-conducteurs sont plus courants dans la gamme des 1000 watts et peuvent être alimentés par aussi peu que 5 watts. Les dispositifs de puissance modernes utilisant la technologie LDMOS (en) permettent de réaliser des amplificateurs de puissance RF linéaires plus efficaces et plus rentables pour la communauté des radioamateurs .
Les grands amplificateurs linéaires à tubes à vide reposent généralement sur un ou plusieurs tubes à vide alimentés par une alimentation à très haute tension pour convertir de grandes quantités d'énergie électrique en énergie radiofréquence. Les amplificateurs linéaires doivent fonctionner avec une polarisation classe A ou classe AB, ce qui les rend relativement inefficaces. Bien que la classe C ait un rendement bien supérieur, un amplificateur de classe C n'est pas linéaire et ne convient qu'à l'amplification de signaux à enveloppe constante. Ces signaux comprennent la FM, la FSK, la MFSK (en), et le CW (code Morse avec une modulation tout ou rien),.

## Stations de radiodiffusion
Les étages de sortie des émetteurs professionnels de radio AM jusqu'à 50 kW doivent être linéaires et sont maintenant généralement construits en utilisant des technologies à semi-conducteurs. Les gros tubes à vide sont encore utilisés pour les émetteurs internationaux à ondes longues, moyennes et courtes de 500 kW à 2 MW.